# Stole Dimitrievski
Stole Dimitrievski (Kumànovo, Macedònia del Nord, 25 de desembre de 1993), és un futbolista professional macedoni, que juga en la posició de porter, actualment al València CF.
Ha jugat a l'Udinese, Cadis CF, Gimnàstic i al Rayo Vallecano cedit pel Gimnàstic de Tarragona.

## Carrera de club

### Primers anys
Nascut a Kumànovo, Dimitrievski es va formar a l'equip juvenil de Rabotnički. Va debutar amb el club el 24 d'octubre de 2010, començant com a titular en una victòria a casa per 2-0 contra el Vàrdar.
Dimitrievski va ser porter titular del Rabotnički durant la temporada 2011-12, també va aparèixer amb l'equip a la UEFA Europa League de la temporada. Va signar un contracte amb el club Udinese Calcio de la Sèrie A italiana el 23 d'agost de 2011, i l'acord no es va fer efectiu fins al desembre.

### Granada
El 30 de desembre de 2011, Dimitrievski va ser cedit al Cadis. Només va jugar amb el filial a Tercera Divisió i va passar a un altre equip filial, el Granada B l'estiu del 2012. El 12 d'octubre de 2013, va ser l'últim dels tres jugadors de l'equip expulsats en una derrota per 2-1 contra l'Atlético Sanluqueño a la Segona Divisió B de la temporada.
El 23 d'agost de 2014, després d'aprofitar la sanció de Roberto i la lesió d'Oier Olazábal, Dimitrievski va debutar amb el primer equip i la Lliga, començant amb una victòria a casa per 2-1 contra el Deportivo La Corunya. Tanmateix, la seva etapa al club es va associar principalment amb l'equip B.

### Gimnàstic
El 16 d'agost de 2016, Dimitrievski va signar un contracte de dos anys amb el club de Segona Divisió Gimnàstic, principalment per substituir Manolo Reina, lesionat. Va debutar el 7 de setembre a la segona volta de la Copa del Rei, victòria per 1-0 a la pròrroga a casa contra el Numància.
Després de la mala ratxa de forma de Sebastián Saja, Dimitrievski es va convertir en titular habitual del Gimnàstic l'octubre del 2016, però la seva carrera només va durar fins al desembre, quan Reina va tornar d'una lesió. El 13 d'agost de 2017, després de la marxa d'aquest últim, va ampliar el seu contracte fins al 2020.

### Rayo Vallecano
El 31 d'agost de 2018, Dimitrievski va anar cedit al Rayo Vallecano de primera divisió, per un any. Inicialment suplent d'Alberto García, va esdevenir la primera opció del club al novembre.
El 31 de gener de 2019, Dimitrievski va signar un contracte permanent de tres anys i mig amb el club. Va ser el porter principal de la seva temporada d'ascens a Segona Divisió 2020-21, tot i que Luca Zidane va ocupar la porteria per als playoffs a causa de la UEFA Euro 2020.

## Internacional
Després de representar Macedònia als nivells sub-17, sub-19 i sub-21, Dimitrievski va fer el seu debut internacional sènior el 12 de novembre de 2015, començant com a titular en una victòria amistós per 4-1 contra Montenegro al Philip II National Arena. El maig de 2021, va ser convocat per a la final retardada de l'Eurocopa 2020, el primer gran torneig del seu país. Va jugar els tres partits en una eliminatòria de la fase de grups i va salvar un penal de Ruslan Malinovskyi en la derrota per 2-1 davant Ucraïna a Bucarest.